# Didier Faivre-Pierret
Didier Faivre-Pierret (* 20. April 1965 in Pontarlier) ist ein ehemaliger französischer Radrennfahrer und nationaler Meister im Radsport.

## Sportliche Laufbahn
Faivre-Pierret war Teilnehmer der Olympischen Sommerspiele 1992 in Barcelona. Die französische Mannschaft gewann mit Didier Faivre-Pierret, Jean-Louis Harel, Hervé Boussard und Philippe Gaumont im Mannschaftszeitfahren die Bronzemedaille.
Das Zeitfahren war seine besondere Stärke. 1986 gewann er mit der Trophée Mavic ein Einzelzeitfahren. 1991 und 1994 wurde er nationaler Meister im Mannschaftszeitfahren. 1993 gewann er das Zeitfahren Trio Normand. 1987 holte er die Silbermedaille bei den Mittelmeerspielen im Mannschaftszeitfahren.
Auch in Eintagesrennen war er erfolgreich, so konnte er 1992 mit Paris–Troyes eines der ältesten Straßenrennen in Frankreich vor Didier Rous gewinnen. Mit dem Boucle de l'Artois entschied er 1993 auch ein kleineres Etappenrennen für sich. 1989 wurde er Zweiter in Rennen Paris–Roubaix für Amateure hinter dem Sieger Frédéric Moncassin.